# Jean-Luc Marcastel
 (juin 2023).
Œuvres principales
- Louis le Galoup
- Frankia
- La Geste d'Alban
- Le Dernier Hiver
- Un monde pour Clara
- Praërie
- Le Simulacre
- L'auberge entre les mondes (tome 1) péril en cuisine.
- " Le secret d'Ilyana."
- Le Retour de la Bête."

Jean-Luc Marcastel, né le 14 mai 1969 à Aurillac, est un écrivain français de romans fantastiques et de fantasy, auteur de Louis le Galoup et de Frankia. Dans certains de ses romans, et notamment dans Louis le Galoup, il s'inspire du folklore et des légendes du Sud-Ouest de la France ainsi que de celui de la Haute-Auvergne.

## Biographie
Jean-Luc Marcastel est né à Aurillac. Il passe son bac A, lettre et art et enseigne l'histoire-géographie. Grand lecteur, fanatique de Dumas, Tolkien ou encore Lovecraft, il décide de se lancer dans sa vraie passion : les histoires. En 2009, il sort ses premiers romans : Louis le Galoup chez Nouvel Angle et Frankia, chez Mnémos.

## Publications

### SérieLouis le Galoup
- Le Village au bout du monde, Les 3 Épis, 2005  (ISBN 2-912354-57-9)
- Les Nuits d'Aurillac, Édition Les 3 Épis, 2004  (ISBN 2-912354-33-1)
- Le Maître des Tours de Merle, éditions du Matagot-Nouvel, 2010  (ISBN 2-35450-098-X)
- La Cité de pierre, éditions du Matagot-Nouvel, 2010  (ISBN 2-35450-117-X)
- Avec Claude Seignolle : Le Cœur de Tolosa, 2010,  (ISBN 2-35450-134-X), 418 p.

Hors-série
- Coffret aux Merveilles: Le roman Louis le Galoup, un carnet du voyageur, une affiche et le jeu du Drac, éditions du Matagot-Nouvel, 2009  (ISBN 2-35450-081-5)

### SérieLa Geste d'Alban
- L'enfant monstre  (ISBN 978-2-35450-179-2) Illustrations : Jean-Mathias Xavier, septembre 2011
- L'ombre de Montsalvy, éditions du Matagot-Nouvel Angle  (ISBN 978-2-916323-52-7) Illustrations : Jean-Mathias Xavier, juillet 2013

### SériePraërie
- Le monde des Sinks,  (ISBN 978-2-36740-158-4)
- Le secret des Haoms

### SérieL'auberge entre les mondes
- Péril en cuisine, Flammarion jeunesse 2017  (ISBN 2-08-139437-5)
- Embrouilles au menu, Flammarion jeunesse 2018  (ISBN 2-08-141531-3)

### SérieLes chroniques de Pulpillac
- Quand les poules avaient des dents, Lynks 2018  (ISBN 10-97434-18-4)
- La nuit des ponotes hématophages, Lynks 2018  (ISBN 10-97434-19-2)

### SérieLes enfants d'Érébus
1. Les enfants d'Érébus, J'ai Lu, 2014, 320 p.  (ISBN 978-2-290-06964-6)
2. Nymphose, J'ai Lu, 2014, 384 p.  (ISBN 978-2-290-06965-3)
3. Imago, J'ai Lu, 2015, 544 p.  (ISBN 978-2-290-06966-0)

### SérieLe Simulacre
1. La seconde vie de d'Artagnan, Éditions du Matagot, 2014, 288 p.  (ISBN 978-2-916323-59-6)
2. L'ombre du Cardinal, Éditions du Matagot, 2015, 315 p.  (ISBN 978-2-916323-60-2)
3. La Versailles céleste, Éditions du Matagot, 2016, 523 p.  (ISBN 978-2-916323-61-9)

### SérieL'Agence Lovecraft
1. Le Mal par le mal !, Gulf Stream Éditeur, 2021, 192 p.  (ISBN 978-2-35488-945-6)
2. Déesse de la Mort, Gulf Stream Éditeur, 2022, 255 p.  (ISBN 978-2-35488-997-5)
3. Tempus Fugit, Gulf Stream Éditeur, 2022, 245 p.  (ISBN 978-2-38349-026-5)
4. Même la Mort peut Mourir, Gulf Stream Éditeur, 2023, 324 p.  (ISBN 978-2-38349-131-6)

### SérieTellucidar
1. Tome 1, ScriNeo, 2016, 400 p.  (ISBN 978-2-36740-371-7)
2. Tome 2, ScriNeo, 2017, 448 p.  (ISBN 978-2-36740-474-5)

### Romans indépendants
- Frankia, Ed. Mnémos, 2009  (ISBN 2-35408-049-2) : trois tomes
- Le Dernier Hiver, 2011
- Un monde pour Clara, 2013
- Un Pape pour l'Apocalypse, Pygmalion, 2017, 544 p.  (ISBN 978-2-7564-1900-8)
- Le retour de la bête, Gulf Stream 2018  (ISBN 2-3548-863-7-3)
- Libertalia, Gulf Stream, 2020,  (ISBN 978-2-35488-794-0)
- Yoko (deux tomes)
- Le Secret d'Ilyana, Didier Jeunesse, 2022, 192 p.  (ISBN 978-2-278-12260-8)
- Lucius et le dragon d'or, avec Caroline Leibel , Gulf Stream éditeur , 2023  (ISBN 978-2-38349-184-2)

### Nouvelle
- Seulement les méchants dans le recueil Trolls et Légendes, ActuSF, 2015  (ISBN 978-2-917689-85-1)

## Autres
Durant la crise du Covid-19 en 2020, il a participé à un collectif d’auteurs et d’autrices (Cassandra O'Donnell, Carina Rozenfeld, Silène Edgar, Thomas Andrew, Sebastian Bernadotte, Anne-Marie Desplat-Duc, Evelyne Brisou-Pellen, Laurence Colin, Katia Lanero Zamora, Camille Salomon, Anna Combelle, Stéphane Tamaillon, Solène Chartier, Carole Jamin) qui ont mis des histoires en libre de droit sur le site Kilitoo, proposant ainsi aux enfants de 2 à 15 ans un vaste choix de lectures basés sur le fantastique, la fantasy et l’imaginaire.